# Univerzita Nisa
Univerzita Nisa (Neisse University) je mezinárodní akademická síť tvořená třemi spolupracujícími univerzitami: Vysokou školou Žitava/Zhořelec, Technickou univerzitou v Liberci a Polytechnika Wroclaw. Studuje se ve třech městech v Euroregionu Nisa, v česko-polsko-německém hraničním trojúhelníku. Města jsou od sebe vzdálená přibližně 100 km.

## Historie
Univerzita Nisa byla založena roku 2001 a přijímala studenty pouze pro studijní obor „Informační a komunikační management.“ Její první prezident byl Prof. Dr. phil. Peter Schmidt.
Roku 2004 byla Univerzita Nisa akreditováno přes ACQUIN (Instituce akreditací, certifikací a ověřování kvality). Novým prezidentem byl zvolen Prof. Klaus ten Hagen.
Od roku 2007 se mohou o studia ucházet i studenti z jiných než zúčastněných zemí. Zejména nové magisterské studium je zaměřené na různorodé mezinárodní zastoupení studentů.

## Výjimečnost univerzity
- Přednášky a cvičení jsou vedeny výhradně v angličtině
- Místo studia se mění. První rok se studuje v Liberci, druhý v Jelení Hoře, třetí ve Zhořelci.
- Mezinárodní zastoupení studentů

## Možnosti studia
- ekonomie a informatika
  - bakalářský obor Informační a komunikační management (Information and Communication Management)

- ekonomie a životní prostředí
  - navazující magisterský obor Environmental Health and Safety Risk Management (od října 2007)

## Fakulty
Vzhledem k tomu, že místo studia se v průběhu mění, kurzy dostupné na Univerzitě Nisa jsou poskytovány různými fakultami partnerských institucí.
- bakalářský obor Informační a komunikační management
  - ekonomická fakulta Technické univerzity v Liberci
  - fakulta informatiky Polytechniky Wroclaw
  - fakulta informatiky Vysoké školy Zittau/Görlitz

- navazující magisterský obor Environmental Health and Safety Risk Management
  - ekonomická fakulta a textilní fakulta TUL
  - fakulta chemie PWR
  - fakulta matematiky a přírodních věd VŠZG